# Deutsche Tourenwagen Masters
A  DTM  (Deutsche Tourenwagen Masters) egy német autóverseny-sorozat. Európa legnagyobb túraautó bajnoksága. 1984-től 1995-ig Deutsche Tourenwagen Meisterschaft néven futott a bajnokság. 1996-ban átalakult Nemzetközi Túraautó-bajnoksággá (ITC), azonban a sorozat mindössze egy évet élt meg, ezután a szerepét átvette az 1994-ben indult Német Szuper-túraautó Kupa (STW). A DTM 2000-ben alakult újjá. Sok korábbi Formula–1 versenyző állt rajthoz; mint például Jean Alesi, Heinz-Harald Frentzen, Christijan Albers, Mika Häkkinen, Ralf Schumacher, Timo Glock és Vitalij Petrov. Egész Európában rendeznek versenyeket.

## Az autók
Az Opel 2005-ben, valamint a Mercedes 2018-ban szállt ki a sorozatból. Jelenleg három gyártó készít autókat a sorozatba; a BMW, a Audi és az Aston Martin. A BMW az M4-ből, az Audi az RS5-ből az Aston Martin pedig a Vantage modellekből készíti a versenyautóit.

### Gyártók által használt modellek
| Gyártó        | 2000  | 2001  | 2002  | 2003  | 2004      | 2005      | 2006      | 2007      | 2008      | 2009      | 2010      | 2011      | 2012    | 2013    | 2014    | 2015    | 2016    | 2017    | 2018    | 2019          | 2020      | 2021                  | 2022                   | 2023                   | 2024                   | 2025             |
| ------------- | ----- | ----- | ----- | ----- | --------- | --------- | --------- | --------- | --------- | --------- | --------- | --------- | ------- | ------- | ------- | ------- | ------- | ------- | ------- | ------------- | --------- | --------------------- | ---------------------- | ---------------------- | ---------------------- | ---------------- |
| Aston Martin  |       |       |       |       |           |           |           |           |           |           |           |           |         |         |         |         |         |         |         | Vantage Turbo |           |                       |                        |                        |                        | Vantage Turbo    |
| Audi          | TT    | TT    | TT    | TT    | A4        | A4        | A4        | A4        | A4        | A4        | A4        | A4        | A5      | RS5     | RS5     | RS5     | RS5     | RS5     | RS5     | RS5 Turbo     | RS5 Turbo | Audi R8 LMS GT3 evo I | Audi R8 LMS GT3 evo II | Audi R8 LMS GT3 evo II | Audi R8 LMS GT3 evo II |                  |
| BMW           |       |       |       |       |           |           |           |           |           |           |           |           | M3      | M3      | M4      | M4      | M4      | M4      | M4      | M4 Turbo      | M4 Turbo  | M6 GT3                | M4 GT3                 | M4 GT3                 | M4 GT3                 | M4 GT3           |
| Ferrari       |       |       |       |       |           |           |           |           |           |           |           |           |         |         |         |         |         |         |         |               |           | 488 GT3 Evo           | 488 GT3 Evo            | 296 GT3                | 296 GT3                | 296 GT3          |
| Ford          |       |       |       |       |           |           |           |           |           |           |           |           |         |         |         |         |         |         |         |               |           |                       |                        |                        |                        | Ford Mustang GT3 |
| Honda         |       |       |       |       |           |           |           |           |           |           |           |           |         |         |         |         |         |         |         | NSX-GT        |           |                       |                        |                        |                        |                  |
| Lamborghini   |       |       |       |       |           |           |           |           |           |           |           |           |         |         |         |         |         |         |         |               |           | Huracán GT3 Evo       | Huracán GT3 Evo        | Huracán GT3 Evo2       | Huracán GT3 Evo2       | Huracán GT3 Evo2 |
| Lexus         |       |       |       |       |           |           |           |           |           |           |           |           |         |         |         |         |         |         |         | LC500         |           |                       |                        |                        |                        |                  |
| McLaren       |       |       |       |       |           |           |           |           |           |           |           |           |         |         |         |         |         |         |         |               |           | 720S GT3              | 720S GT3               | 720S GT3 Evo           | 720S GT3 Evo           | 720S GT3 Evo     |
| Mercedes-Benz | CLK   | CLK   | CLK   | CLK   | C osztály | C osztály | C osztály | C osztály | C osztály | C osztály | C osztály | C osztály | C-Coupe | C-Coupe | C-Coupe | C-Coupe | C-Coupe | C-Coupe | C-Coupe |               |           | Mercedes-AMG GT3      | Mercedes-AMG GT3       | Mercedes-AMG GT3       | Mercedes-AMG GT3       | Mercedes-AMG GT3 |
| Nissan        |       |       |       |       |           |           |           |           |           |           |           |           |         |         |         |         |         |         |         | GT-R          |           |                       |                        |                        |                        |                  |
| Opel          | Astra | Astra | Astra | Astra | Vectra    | Vectra    |           |           |           |           |           |           |         |         |         |         |         |         |         |               |           |                       |                        |                        |                        |                  |
| Porsche       |       |       |       |       |           |           |           |           |           |           |           |           |         |         |         |         |         |         |         |               |           | 911 GT3 R             | 911 GT3 R              | 911 GT3 R (992)        | 911 GT3 R (992)        | 911 GT3 R (992)  |

## Pontozás

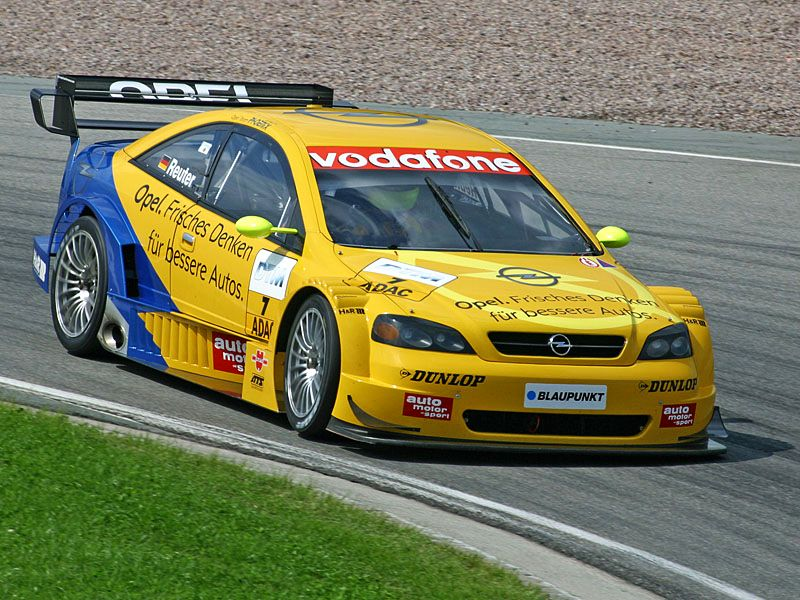
Opel Astra DTM

| Pontrendszer a versenyen | Pontrendszer a versenyen | Pontrendszer a versenyen | Pontrendszer a versenyen | Pontrendszer a versenyen | Pontrendszer a versenyen | Pontrendszer a versenyen | Pontrendszer a versenyen | Pontrendszer a versenyen | Pontrendszer a versenyen | Pontrendszer a versenyen |
| Szezon                   | 1.                       | 2.                       | 3.                       | 4.                       | 5.                       | 6.                       | 7.                       | 8.                       | 9.                       | 10.                      |
| ------------------------ | ------------------------ | ------------------------ | ------------------------ | ------------------------ | ------------------------ | ------------------------ | ------------------------ | ------------------------ | ------------------------ | ------------------------ |
| 2000 - 2001              | 20                       | 15                       | 12                       | 10                       | 8                        | 6                        | 4                        | 3                        | 2                        | 1                        |
| 2002                     | 10                       | 6                        | 4                        | 3                        | 2                        | 1                        | -                        | -                        | -                        | -                        |
| 2003 - 2011              | 10                       | 8                        | 6                        | 5                        | 4                        | 3                        | 2                        | 1                        | -                        | -                        |
| 2012 -                   | 25                       | 18                       | 15                       | 12                       | 10                       | 8                        | 6                        | 4                        | 2                        | 1                        |

| 2001 - 2002, 2017 - | 3 | 2 | 1 |

## Bajnokok

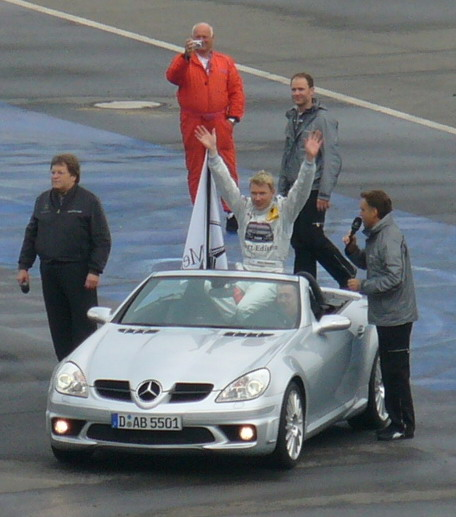
DTM 2005 Mika Häkkinen

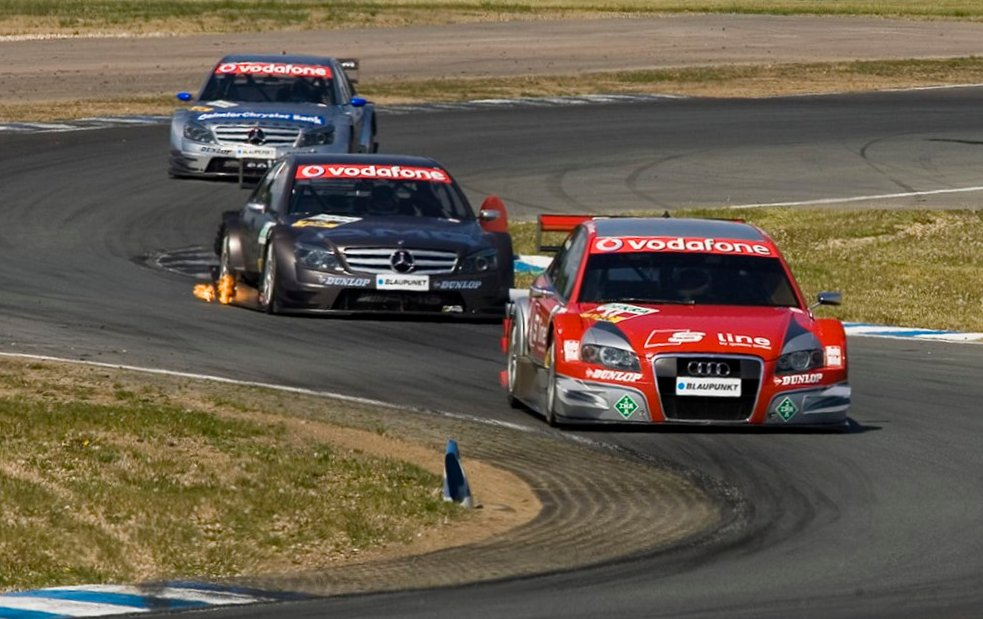
Rockenfeller, Häkkinen valamint Spengler csatáznak 2007-ben az Oschersleben pályán.

| Év   | 1. helyezett                                  | 2. helyezett                                    | 3. helyezett                                        | Konstruktőri bajnok |
| ---- | --------------------------------------------- | ----------------------------------------------- | --------------------------------------------------- | ------------------- |
| 2023 | Thomas Preining Manthey EMA                   | Mirko Bortolotti SSR Performance                | Ricardo Feller Abt Sportsline                       | Porsche             |
| 2022 | Sheldon van der Linde Schubert Motorsport     | Lucas Auer Mercedes-AMG Team Winward            | René Rast Audi Sport Team Abt Sportsline            | Audi                |
| 2021 | Maximilian Götz Mercedes-AMG Team HRT         | Liam Lawson Red Bull AF Corse                   | Kelvin van der Linde Audi Sport Team Abt Sportsline | Mercedes-Benz       |
| 2020 | René Rast Audi Sports Team Rosberg            | Nico Müller Audi Sport Team Abt Sportsline      | Robin Frijns Audi Sport Team Abt Sportsline         | Audi                |
| 2019 | René Rast Audi Sports Team Rosberg            | Nico Müller Audi Sport Team Abt Sportsline      | Marco Wittmann BMW Team RMG                         | Audi                |
| 2018 | Gary Paffett Mercedes-AMG Motorsport Petronas | René Rast Audi Sports Team Rosberg              | Paul di Resta Mercedes-AMG Motorsport Remus         | Mercedes-Benz       |
| 2017 | René Rast Audi Sports Team Rosberg            | Mattias Ekström Audi Sports Team Abt Sportsline | Jamie Green Audi Sports Team Rosberg                | Audi                |
| 2016 | Marco Wittmann BMW Team RMG                   | Edoardo Mortara Audi Sports Team Abt Sportsline | Jamie Green Audi Sports Team Rosberg                | Audi                |
| 2015 | Pascal Wehrlein Mercedes-Benz C-Coupé         | Jamie Green Audi RS5 DTM                        | Mattias Ekström Audi RS5 DTM                        | Audi                |
| 2014 | Marco Wittmann BMW M4 DTM                     | Mattias Ekström Audi RS5 DTM                    | Mike Rockenfeller Audi RS5 DTM                      | Audi                |
| 2013 | Mike Rockenfeller Audi RS5 DTM                | Augusto Farfus BMW M3 DTM                       | Bruno Spengler BMW M3 DTM                           | BMW                 |
| 2012 | Bruno Spengler BMW M3 DTM                     | Gary Paffett Mercedes-Benz C-Coupé              | Jamie Green Mercedes-Benz C-Coupé                   | BMW                 |
| 2011 | Martin Tomczyk Audi A4 DTM                    | Mattias Ekström Audi A4 DTM                     | Bruno Spengler Mercedes-Benz C osztály              | Audi                |
| 2010 | Paul di Resta Mercedes-Benz C osztály         | Gary Paffett Mercedes-Benz C osztály            | Bruno Spengler Mercedes-Benz C osztály              | Mercedes-Benz       |
| 2009 | Timo Scheider Audi A4 DTM                     | Gary Paffett Mercedes-Benz C osztály            | Paul di Resta Mercedes-Benz C osztály               | Mercedes-Benz       |
| 2008 | Timo Scheider Audi A4 DTM                     | Paul di Resta Mercedes-Benz C osztály           | Mattias Ekström Audi A4 DTM                         | Mercedes-Benz       |
| 2007 | Mattias Ekström Audi A4 DTM                   | Bruno Spengler Mercedes-Benz C osztály          | Martin Tomczyk Audi A4 DTM                          | Audi                |
| 2006 | Bernd Schneider Mercedes-Benz C osztály       | Bruno Spengler Mercedes-Benz C osztály          | Tom Kristensen Audi A4 DTM                          | Mercedes-Benz       |
| 2005 | Gary Paffett Mercedes-Benz C osztály          | Mattias Ekström Audi A4 DTM                     | Tom Kristensen Audi A4 DTM                          | Mercedes-Benz       |
| 2004 | Mattias Ekström Audi A4 DTM                   | Gary Paffett Mercedes-Benz C osztály            | Christijan Albers Mercedes-Benz C osztály           | Audi                |
| 2003 | Bernd Schneider Mercedes-Benz CLK-DTM         | Christijan Albers Mercedes-Benz CLK-DTM         | Marcel Fässler Mercedes-Benz CLK-DTM                | Mercedes-Benz       |
| 2002 | Laurent Aïello Audi TT-R                      | Bernd Schneider Mercedes-Benz CLK-DTM           | Mattias Ekström Audi TT-R                           | Mercedes-Benz       |
| 2001 | Bernd Schneider Mercedes-Benz CLK-DTM         | Uwe Alzen Mercedes-Benz CLK-DTM                 | Peter Dumbreck Mercedes-Benz CLK-DTM                | Mercedes-Benz       |
| 2000 | Bernd Schneider Mercedes-Benz CLK-DTM         | Manuel Reuter Opel Astra Coupé DTM              | Klaus Ludwig Mercedes-Benz CLK-DTM                  | Mercedes-Benz       |